# Viktor Reinsberg
Viktor Reinsberg (12. června 1875 Žamberk – 5. listopadu 1938 Bratislava) byl československý dermatovenerolog a pedagog, profesor kožních chorob na Universitě Jana Amose Komenského v Bratislavě.

## Život a dílo
Narodil se v Žamberku, byl nejstarší ze sedmi dětí univerzitního profesora MUDr. Josefa Reinsberga a jeho manželky Anny, rozené Havlíčkové. Maturoval na gymnáziu v Praze, doktorát získal na české Karlo–Ferdinandově univerzitě v roce 1900.  Okolo roku 1909 se stal primářem Zemské nemocnice a porodnice v Olomouci, v roce 1916 je uváděn jako primář Zemské nemocnice v Brně. Ve školním roce 1925–1926 byl děkanem, 1932/1933 rektorem Univerzity Komenského v Bratislavě.
Vědecky zkoumal jak kožní, tak pohlavní choroby, byl rovněž organizátorem vědy, v Bratislavě rozvinul nemocniční oddělení pohlavních nemocí na skutečnou kliniku a podílel se na tvorbě zákona o boji proti pohlavním chorobám (1922).
Zemřel v Bratislavě, pohřben byl 10. listopadu 1938 na Olšanských hřbitovech v Praze.

### Rodina
Byl synem Josefa Reinsberga, rovněž profesora medicíny, a otcem kněze a spisovatele Jiřího Reinsberga.